# Maná MTV Unplugged
Maná MTV Unplugged es un disco acústico del grupo mexicano Maná, que salió a la venta en 1999. El álbum se compone principalmente de las canciones más exitosas de la banda hasta ese momento, sin embargo, siguiendo la línea de otras producciones de MTV Unplugged, incorpora también las canciones «Desapariciones», «Se me olvidó otra vez» y «Te solté la rienda», versiones de Rubén Blades, Juan Gabriel y José Alfredo Jiménez, respectivamente, así como el interludio instrumental «Coladito», duelo de percusión entre Álex González y Luis Conte donde se puede apreciar el virtuosismo de ambos ejecutantes.

## Lista de canciones
| Maná MTV Unplugged |                             |          |  |
| N.º                | Título                      | Duración |  |
| 1.                 | «No ha parado de llover»    | 6:44     |  |
| 2.                 | «En el muelle de San Blas»  | 7:02     |  |
| 3.                 | «Vivir sin aire»            | 5:50     |  |
| 4.                 | «Cuando los ángeles lloran» | 7:10     |  |
| 5.                 | «Cachito»                   | 5:22     |  |
| 6.                 | «Te solte la rienda»        | 4:06     |  |
| 7.                 | «Desapariciones»            | 7:12     |  |
| 8.                 | «Falta amor»                | 4:22     |  |
| 9.                 | «Coladito»                  | 1:35     |  |
| 10.                | «Ana»                       | 5:10     |  |
| 11.                | «Rayando el Sol»            | 5:04     |  |
| 12.                | «Se me olvidó otra vez»     | 3:42     |  |
| 13.                | «Perdido en un barco»       | 4:45     |  |
| 14.                | «Oye mi amor»               | 5:40     |  |

## Maná MTV Unplugged DVD
Maná MTV Unplugged fue lanzado también en DVD. Este DVD tiene las mismas canciones que el CD, como bonus tiene 2 vídeos musicales
- "Un Lobo Por Tu Amor"
- "Me Vale"

### DVD
- MTV Unplugged
- Jump to a song
- The Making of...
- Interviews
- Internet
- Video-Bonus
  - 1. "Un Lobo Por Tu Amor"
  - 2. "Me Vale"

## Posiciones en la lista
| Lista (1999)                    | Máxima posición |
| ------------------------------- | --------------- |
| U.S. Billboard Top Latin Albums | 1               |
| U.S. Billboard Latin Pop Albums | 1               |
| U.S. Billboard 200              | 83              |

### Sucesión y posicionamiento
| Predecesor: Supernatural de Santana | U.S. Billboard Top Latin Albums — Álbum N°. 1 10 de julio de 1999 - 23 de julio de 1999 | Sucesor: Bailamos Greatest Hits de Enrique Iglesias |

| Predecesor: Supernatural de Santana | U.S. Billboard Latin Pop Albums — Álbum N°. 1 10 de julio de 1999 - 23 de julio de 1999 | Sucesor: Bailamos Greatest Hits de Enrique Iglesias |

## Certificaciones
| País   | Institución | Certificación | Ref.  |
| ------ | ----------- | ------------- | ----- |
| México | AMPROFON    | 6x Platino    | [ 4 ] |

## Créditos

### Maná
- FHER: Voz principal, Guitarras electroacústicas, armónica.
- SERGIO VALLIN: Guitarras acústicas, guitarras electroacústicas, tres cubano, requinto.
- JUAN DIEGO CALLEROS: Bajo electroacústico.
- ALEX "EL ANIMAL" GONZÁLEZ: Batería, coros.

### Músicos invitados
1. Juan Carlos Toribio - Teclados y Flauta transversa
2. Luis Conte - Percusión
3. Sheila Ríos - Coros
4. Fernando Vallín - Guitarras acústicas y electroacústicas
5. Jason Carter - Metales
6. Tony Concepción - Metales
7. John Kreckir - Metales
8. Michele Beauchesne - Cuerdas
9. Tanya Dereviamko - Cuerdas
10. Dana Mayer - Cuerdas
11. Laura Miller - Cuerdas
12. astroboy de dios - Cuerdas
13. Karessa Rueese - Cuerdas
14. Debra Spring - Cuerdas
15. Erika Vinabale - Cuerdas

En memoria de Sergio Vallin Rodríguez
(18 de septiembre de 1929 - †26 de marzo de 1999)